# John Flanagan (futbolista escocés)
John Flanagan (South Cambridgeshire, 1944 - ibídem, 30 de septiembre de 2013) fue un futbolista profesional escocés que jugaba en la demarcación de delantero.

## Biografía
John Flanagan debutó como futbolista profesional a los 17 años de edad con el Glasgow Perthshire FC. Al finalizar la temporada fichó por el Albion Rovers por dos temporadas, en las que llegó a marcar 23 goles en 43 partidos. En 1963 fue traspasado al St. Johnstone Football Club por otras dos temporadas más, y ya en 1965 al Partick Thistle FC, donde jugó 184 partidos y marcó 40 goles. Además jugó para el Clyde FC, y finalmente para el St Roch's FC, donde se retiró como futbolista.
John Flanagan falleció el 30 de septiembre de 2013 a los 69 años de edad.

## Clubes
| Club                        | País    | Año         | Partidos | Goles |
| --------------------------- | ------- | ----------- | -------- | ----- |
| Glasgow Perthshire FC       | Escocia | 1961        | ¿?       | ¿?    |
| Albion Rovers               | Escocia | 1961 - 1963 | 43       | 23    |
| St. Johnstone Football Club | Escocia | 1963 - 1965 | 39       | 12    |
| Partick Thistle FC          | Escocia | 1965 - 1970 | 184      | 40    |
| Clyde FC                    | Escocia | 1970 - 1972 | 51       | 14    |
| St Roch's FC                | Escocia | 1972        | ¿?       | ¿?    |